# Ismail Ahmed Ismail
Ismail Ahmed Ismail (arabisch إسماعيل أحمد إسماعيل, DMG Ismāʿīl Aḥmad Ismāʿīl; * 10. September 1984 in Khartum) ist ein sudanesischer Mittelstreckenläufer, der vorwiegend auf der 800-Meter-Strecke startet.
Bei den Leichtathletik-Weltmeisterschaften 2003 in Paris/Saint-Denis schied er im Vorlauf aus. Im darauffolgenden Jahr gewann er bei den Afrikameisterschaften Bronze und wurde Achter bei den Olympischen Spielen in Athen.
2006 wurde er afrikanischer Vizemeister. Bei den Olympischen Spielen 2008 in Peking gewann er in 1:44,70 min die Silbermedaille hinter Wilfred Bungei und vor Alfred Kirwa Yego (beide Kenia).
Ismail Ahmed Ismail ist 1,91 m groß und wiegt 71 kg. Er gehört dem Volk der Fur an.

## Persönliche Bestzeiten
- 800 m: 1:44,34 min, 29. Juli 2008, Monaco
- 1500 m: 3:41,97 min, 1. Mai 2005,	Palo Alto